# David Fraisse
Pas d'image ? Cliquez ici

a Compétitions nationales et continentales officielles uniquement.

b Matchs officiels uniquement.
David Fraisse, né le 20 décembre 1968 à Saint-Vallier, est un joueur de rugby à XIII international français, évoluant au poste d'arrière, ailier, centre ou de demi d'ouverture.

## Palmarès
- Collectif :
  - Vainqueur du Championnat de France : 1986, 1988 (Le Pontet) et 1992 (Carcassonne).
  - Vainqueur de la Coupe de France : 1986, 1988 (Le Pontet) et 1990 (Carcassonne)..
  - Finaliste du Championnat de France : 1987, 1989 (Le Pontet) et 1990 (Carcassonne).
  - Finaliste de la Coupe de France : 1989 (Le Pontet).